# A Través de Flandes 2021
La 75.ª edición de la clásica ciclista A Través de Flandes (nombre oficial en neerlandés: Dwars door Vlaanderen) fue una carrera en Bélgica que se celebró el 31 de marzo de 2021 con inicio en la ciudad de Roeselare y final en la ciudad de Waregem sobre un recorrido de 184,12 kilómetros.
La carrera formó parte del UCI WorldTour 2021, el calendario ciclista de máximo nivel mundial profesional, siendo la undécima carrera de dicho circuito y fue ganada por el neerlandés Dylan van Baarle del INEOS Grenadiers. Completaron el podio, como segundo y tercer clasificado respectivamente, el francés Christophe Laporte del Cofidis, Solutions Crédits y el belga Tim Merlier del Alpecin-Fenix.

## Recorrido
La organización de "A través de Flandes" dispuso de un recorrido total de 184,12 kilómetros con 11 muros o subidas en cuesta, algunos de ellos con zonas adoquinadas donde se destaca el muro del Taaienberg, y 3 tramos llanos de pavé, con salida en la ciudad de Roeselare y llegada en la ciudad de Waregem.Con este mismo recorrido, esta carrera forma parte del calendario de clásicas de adoquines.
| Muros  |                  |       |              |                 |                   |
| Número | Nombre           | Km    | Longitud (m) | Pendiente media | Categoría         |
| ------ | ---------------- | ----- | ------------ | --------------- | ----------------- |
| 1      | Nieuwe Kwaremont | 82    | 2000         | 8%              | * · *             |
| 2      | Kluisberg        | 110,9 | 1000         | 16%             | * · *             |
| 3      | Knokteberg       | 118,3 | 1100         | 11,8%           | **                |
| 4      | Kortekeer        | 126   | 900          | 9,8%            | * · *             |
| 5      | Steenbeekdries   | 129,3 | 600          | 8%              | * · * · *         |
| 6      | Taaienberg       | 131,8 | 530          | 15,8%           | * · * · * · * · * |
| 7      | Berg Ten Houte   | 135   | 1100         | 21%             | * · * · * · * · * |
| 8      | Knokteberg       | 149,7 | 1100         | 11,8%           | * · *             |
| 9      | Vossenhol        | 161,9 | 1400         | 9%              | * · *             |
| 10     | Holstraat        | 166,3 | 1000         | 12%             | * · *             |
| 11     | Nokereberg       | 173,8 | 500          | 6,7%            | *                 |

| Tramos de pavé |                  |       |              |
| Número         | Nombre           | Km    | Longitud (m) |
| -------------- | ---------------- | ----- | ------------ |
| 1              | Mariaborrestraat | 128,1 | 2400         |
| 2              | Stationsberg     | 129,4 | 650          |
| 3              | Varentstraat     | 157,1 | 2000         |
| 4              | Herlegemstraat   | 176,5 | 800          |

## Equipos participantes
Tomaron parte en la carrera 25 equipos: 19 de categoría UCI WorldTeam y 6 de categoría UCI ProTeam. Formaron así un pelotón de 174 ciclistas de los que acabaron 123. Los equipos participantes fueron:
| WorldTeams (19)- AG2R Citroën Team - Astana-Premier Tech - Bahrain Victorious - Bora-Hansgrohe - Cofidis - Deceuninck-Quick Step - EF Education-Nippo - Groupama-FDJ - Ineos Grenadiers - Intermarché-Wanty-Gobert Matériaux - Israel Start-Up Nation - Jumbo-Visma - Lotto Soudal - Movistar Team - Team BikeExchange - Team DSM - Qhubeka Assos - Trek-Segafredo - UAE Team Emirates ProTeams (6)- Alpecin-Fenix - Arkéa-Samsic - B&B Hotels p/b KTM - Bingoal Pauwels Sauces WB - Sport Vlaanderen-Baloise - Total Direct Énergie |
| |

## Clasificaciones finales
- Las clasificaciones finalizaron de la siguiente forma:[4]

### Clasificación general
| \| Clasificación general \| Clasificación general \| Clasificación general \| Clasificación general \| Clasificación general \| \| Ciclista \| Ciclista \| Equipo \| Tiempo \| \| \| --------------------- \| --------------------- \| --------------------- \| --------------------- \| --------------------- \| \| 1.º \| Dylan van Baarle \| Ineos Grenadiers \| 3 h 58 min 59 s \| \| \| 2.º \| Christophe Laporte \| Cofidis \| + 26 s \| \| \| 3.º \| Tim Merlier \| Alpecin-Fenix \| + 26 s \| \| \| 4.º \| Yves Lampaert \| Deceuninck-Quick Step \| + 26 s \| \| \| 5.º \| Tosh Van der Sande \| Lotto-Soudal \| + 26 s \| \| \| 6.º \| Alexander Kristoff \| UAE Team Emirates \| + 26 s \| \| \| 7.º \| Greg Van Avermaet \| AG2R Citroën Team \| + 26 s \| \| \| 8.º \| Anthony Turgis \| Total Direct Énergie \| + 26 s \| \| \| 9.º \| Florian Sénéchal \| Deceuninck-Quick Step \| + 26 s \| \| \| 10.º \| Jasper Stuyven \| Trek-Segafredo \| + 26 s \| \| |                    |                       |                 |
| |                    |                       |                 |
| Fuente: ProCyclingStats |                    |                       |                 |
| Clasificación general |                    |                       |                 |
| Ciclista | Ciclista           | Equipo                | Tiempo          |
| 1.º | Dylan van Baarle   | Ineos Grenadiers      | 3 h 58 min 59 s |
| 2.º | Christophe Laporte | Cofidis               | + 26 s          |
| 3.º | Tim Merlier        | Alpecin-Fenix         | + 26 s          |
| 4.º | Yves Lampaert      | Deceuninck-Quick Step | + 26 s          |
| 5.º | Tosh Van der Sande | Lotto-Soudal          | + 26 s          |
| 6.º | Alexander Kristoff | UAE Team Emirates     | + 26 s          |
| 7.º | Greg Van Avermaet  | AG2R Citroën Team     | + 26 s          |
| 8.º | Anthony Turgis     | Total Direct Énergie  | + 26 s          |
| 9.º | Florian Sénéchal   | Deceuninck-Quick Step | + 26 s          |
| 10.º | Jasper Stuyven     | Trek-Segafredo        | + 26 s          |

## Ciclistas participantes y posiciones finales
Convenciones:
- AB: Abandono
- FLT: Retiro por llegada fuera del límite de tiempo
- NTS: No tomó la salida
- DES: Descalificado o expulsado

## UCI World Ranking
La A través de Flandes otorgó puntos para el UCI World Ranking para corredores de los equipos en las categorías UCI WorldTeam, UCI ProTeam y Continental. Las siguientes tablas muestran el baremo de puntuación y los 10 corredores que obtuvieron más puntos:
| Posición   | 1.º | 2.º | 3.º | 4.º | 5.º | 6.º | 7.º | 8.º | 9.º | 10.º | 11.º | 12.º | 13.º | 14.º | 15.º-20.º | 21.º-30.º | 31.º-50.º | 51.º-55.º | 56.º-60.º |
| Puntuación | 300 | 250 | 215 | 175 | 120 | 115 | 95  | 75  | 60  | 50   | 40   | 35   | 30   | 25   | 20        | 12        | 5         | 2         | 1         |

| Clasificación |                    |                            |        |
| Posición      | Ciclista           | Equipo                     | Puntos |
| ------------- | ------------------ | -------------------------- | ------ |
| 1.º           | Dylan van Baarle   | INEOS Grenadiers           | 300    |
| 2.º           | Christophe Laporte | Cofidis, Solutions Crédits | 250    |
| 3.º           | Tim Merlier        | Alpecin-Fenix              | 215    |
| 4.º           | Yves Lampaert      | Deceuninck-Quick Step      | 175    |
| 5.º           | Tosh Van der Sande | Lotto Soudal               | 120    |
| 6.º           | Alexander Kristoff | UAE Emirates               | 115    |
| 7.º           | Greg Van Avermaet  | AG2R Citroën               | 95     |
| 8.º           | Anthony Turgis     | Total Direct Énergie       | 75     |
| 9.º           | Florian Sénéchal   | Deceuninck-Quick Step      | 60     |
| 10.º          | Jasper Stuyven     | Trek-Segafredo             | 50     |